# أرني بال
أرني بال (بالإنجليزية: Arnie Ball)‏ هو مدرب رياضي أمريكي، ولد في 12 نوفمبر 1944.